# Campeonato Paraguaio de Futebol de 1967
O Campeonato Paraguaio de Futebol de 1967 foi o quinquagésimo sétimo torneio desta competição. Participaram nove equipes. Não houve ascenso nem descenso. O campeão e o vice do torneio representaria o Paraguai na Copa Libertadores da América de 1968
| Equipe                    | Cidade      | Departamento     | No ano anterior | Estádio | Capacidade | Títulos                                | Participações |
| ------------------------- | ----------- | ---------------- | --------------- | ------- | ---------- | -------------------------------------- | ------------- |
| Club Cerro Porteño        | Assunção    | Distrito Capital | Campeão         | --      | --         | 14 (último em 1966)                    | 51            |
| Club Guaraní              | Assunção    | Distrito Capital | Vice Campeão    | --      | --         | 6 (1906,1907, 1921, 1923, 1949, 1964)  | 56            |
| Club Nacional             | Assunção    | Distrito Capital | Lugar           | --      | --         | 6 (1909, 1911, 1924, 1926, 1942, 1946) | 57            |
| Club Olimpia              | Assunção    | Distrito Capital | Lugar           | --      | --         | 20 (último em 1965)                    | 57            |
| Club Libertad             | Assunção    | Distrito Capital | Lugar           | --      | --         | 6 (1910, 1920, 1930,1943, 1945, 1955 ) | 53            |
| Club River Plate          | Assunção    | Distrito Capital | Lugar           | --      | --         | 0 (não possui)                         | 49            |
| Club Sportivo San Lorenzo | San Lorenzo | Central          | Lugar           | --      | --         | 0 (não possui)                         | 12            |
| Club Rubio Ñu             | Assunção    | Distrito Capital | Lugar           | --      | --         | 0 (não possui)                         | 5             |
| Sol de América            | Assunção    | Distrito Capital | Lugar           | --      | --         | 0 (não possui)                         | 53            |

## Premiação
| Campeonato Paraguaio 1967 Primeira Divisão |
| Assunção                                   |
| ------------------------------------------ |
| Club Guarani Campeão (7º título)           |